# Irmãos Freitas
Irmãos Freitas é uma série de televisão brasileira, exibida pelo canal Space. Inspirada na história de vida e na carreira esportiva do tetra e supercampeão mundial de boxe Acelino Popó Freitas, a primeira temporada teve sua estreia no dia 20 de outubro de 2019. Foi transmitida também pela TNT e está disponível nas plataformas de streaming Amazon Prime Video e HBO Max. 

## Enredo
A série retrata sobre a família boxeadora, que teve no esporte a oportunidade de mudar de vida, quando Acelino Popó (Daniel Rocha) resolveu ingressar na luta, tendo como referência o pai Babinha (Claudio Jaborandy) e o irmão Luís Claudio (Rômulo Braga), o primeiro grande boxeador da família, mostrando a trajetória de amor e rivalidade entre Popó e Luís, desde os ringues na periferia de Salvador até o campeonato mundial de boxe dos super-penas, quando Acelino conquistou o primeiro título da carreira. Paralelamente aos irmãos, há o destaque para a mãe, Dona Zuleica (Edvana Carvalho), uma figura guerreira que fez de tudo para tirar os filhos da miséria.

## Episódios
| Temporada | Episódios | Canal              | Lançamento            |
| --------- | --------- | ------------------ | --------------------- |
| 1         | 8         | Space              | 20 de outubro de 2019 |
| 1         | 8         | Amazon Prime Video | 20 de outubro de 2019 |
| 1         | 8         | TNT                | 8 de maio de 2020     |
| 1         | 8         | HBO Max            | 29 de junho de 2021   |

## Exibição
A série teve sua estreia no dia 20 de outubro de 2019 através do canal Space. Os episódios também foram disponibilizados na plataforma de streaming Amazon, sendo exibido em países da América Latina. A série também foi exibida pela TNT. E está disponível também na plataforma de streaming HBO Max.

## Elenco
| Ator/Atriz           | Personagem             |
| -------------------- | ---------------------- |
| Daniel Rocha         | Acelino Freitas (Popó) |
| Rômulo Braga         | Luís Claúdio           |
| Cláudio Jaborandy    | Babinha                |
| Edvana Carvalho      | Dona Zuleica           |
| Júlio Machado        | Júlio Tavares          |
| Rui Ricardo Diaz     | Dantas                 |
| Vinícius de Oliveira | Gilvan                 |
| Lyu Arisson          | Tinho Bahia            |
| Daniel Furlan        | Armando                |
| Teca Pereira         | Dona Marieta           |
| Roberto Birindelli   | Herrera Pelullo        |
| Maria Flor           | Letícia                |
| David Wendefilm      | Phill Bradley          |